# Høydalsfjord
Høydalsfjord è un fiordo norvegese che parte da Nyttingnes e continua fino all'estremità del fiordo a Osøyra, dove sbocca il fiume Svardalselva (fiume da salmone). Lungo il fiordo ci sono alcuni piccoli villaggi come Høydalane, Ausevik, Hopen e Steinhovden. Ad Ausevik si trovano incisioni rupestri; simboli e disegni in pietra, vecchi di 3500 anni.
Da Høydalane alcuni percorsi portano alle montagne, ad Håsteinen, Høydalsnipa e al Skålefjell.